# Orcya
Orcya is een geslacht van vlinders van de familie Lycaenidae, uit de onderfamilie Lycaeninae.

## Soorten
- O. ahola (Hewitson, 1867)
- O. anthracia (Hewitson, 1874)
- O. aunia (Hewitson, 1874)
- O. bassania (Hewitson, 1868)
- O. catharina (Draudt, 1920)
- O. cordelia (Hewitson, 1870)
- O. hewitsoni Johnson, 1990
- O. marmoris (Druce, 1907)
- O. obliqua Johnson, 1990
- O. orcynia (Hewitson, 1868)
- O. supra Johnson, 1990